# Haneburger
Haneburger är en bergstopp i Österrike.   Den ligger i distriktet Innsbruck-Land och förbundslandet Tyrolen, i den västra delen av landet, 400 km väster om huvudstaden Wien. Toppen på Haneburger är 2 596 meter över havet, eller 88 meter över den omgivande terrängen. Bredden vid basen är 0,74 km.
Terrängen runt Haneburger är huvudsakligen bergig, men åt sydost är den kuperad. Runt Haneburger är det ganska tätbefolkat, med 62 invånare per kvadratkilometer.. Närmaste större samhälle är Innsbruck, 15,4 km väster om Haneburger. 
Trakten runt Haneburger består i huvudsak av gräsmarker.